# Bob (Mobilfunk)

bob-Logo

bob ist eine Marke der A1 Telekom Austria, einer 100-prozentigen Tochtergesellschaft der Telekom Austria AG, im Bereich der Mobilfunkdienstleistungen. Standard-Netzvorwahl ist 0680.

## Geschichte
Seit dem 3. Juli 2006 ist die A1 Telekom Austria mit bob im österreichischen Discount-Mobilfunkmarkt vertreten. Zu Beginn wurden nur Vertragstarife ohne Grundgebühr und ohne Mindestumsatz angeboten. Das Vertragsverhältnis konnte jederzeit mit einer einmonatigen Frist gekündigt werden.
Im September 2007 bot bob auch einen Wertkartentarif mit einer befristeten Geld-zurück-Garantie an, falls der Tarif unterboten würde. Im Juni 2009 starteten bigbob, der bisher billigste Freiminutentarif Österreichs, und ein Datenpaket für Handys. Mit bob breitband bietet bob seit August 2009 einen Daten-Wertkartentarif für mobiles Internet an, seit 2010 gibt es mit gigabob erstmals einen Datentarif mit fixer Grundgebühr.
Seit Oktober 2011 ist die Telekom Austria über ihre bulgarische Tochter A1 Bulgaria mit bob auch am bulgarischen und seit November 2011 über ihre slowenische Tochter A1 Slovenija am slowenischen Markt vertreten.
Im Jänner 2014 kündigte bob an, die Entgelte zahlreicher Tarife für Bestandskunden ab 3. März 2014 zu erhöhen. Die Grundgebühren wurden um 10,1–20,2 % angehoben, Verbindungsentgelte um bis zu 83,7 %. Zudem wurde die Taktung aller Tarife auf 60/60 angehoben.
Seit 2016 nutzt bob zusätzlich zum GSM- und UMTS/HSDPA-Netz auch das LTE-Netz der A1 Telekom Austria.
Seit Ende 2022 können Gespräche als eine der ersten Mobilfunk-Diskontmarken in Österreich auch über VoLTE und VoWiFi abgewickelt werden. Dies verbessert die Qualität der Sprachanrufe und verringert gleichzeitig den Akkuverbrauch.

## Marketingstrategie
In der Werbung wurde bob durch das von Martin Semmelrogge gesprochene „Sprich mit bob“ bekannt. Bob war ursprünglich als so genanntes „No-Frills“- oder Discount-Mobilfunkprodukt gedacht, bei dem lediglich Sprachtelefonie- und SMS-Verbindungen über das GSM- oder UMTS/HSDPA-Netz der A1 Telekom Austria hergestellt werden konnten. Mittlerweile ist es allerdings möglich, auch Daten-, MMS- und Videotelefonie-Verbindungen im LTE-Netz herzustellen, auch Roaming ist für alle bob-Kunden möglich. Bob bot alle Tarife ohne zeitliche Vertragsbindung an, aktuell gibt es auch Tarife mit Handy und 2 Jahres Verträgen. Aufgrund des Discount-Modells waren bei vergleichsweise niedrigen Minutenentgelten höhere Preise für Serviceleistungen, wie zum Beispiel die Serviceline zu entrichten, die über eine Mehrwertnummer erreichbar war. Aktuell gibt es eine gratis Servicenummer die von Montag – Samstag von 7 bis 22 Uhr (Kosten lt. Tarif) erreichbar ist. Störungsmeldungen und Sim-Karten-Sperre sind auch außerhalb dieser Zeiten möglich. Durch die Einführung einer jährlichen Servicepauschale werden seitdem mehrere Serviceleistungen ohne weitere Gebühren durchgeführt. Die jährliche Servicepauschale beträgt 25 € (Stand März 2022) und umfasst folgende Leistungen:
- SIM-Kartentausch
- Wunschsperre und Wiedereinschaltung des Anschlusses
- Sperren von Mehrwertnummern
- Diebstahlssperre
- Einrichten einer Datensperre
- Sperre für mobiles Zahlen[7]

Seit 2008 betreibt der Anbieter die Internetseite „bobtivist.at“ – migriert zu einem Facebook-Account für Schnäppchenjäger mit dem Namen bobtivist, um den Ruf als Discount-Anbieter zu unterstreichen – der Service wird aber seit 2011 nicht mehr betreut, oder wurde komplett eingestellt. Seit 2015 betreibt bob jedoch die Facebook-Seite „@bobfanpage“, wo sie ihre Kunden betreuen und unterhalten bzw. Neuigkeiten bekannt geben.

## Anmeldeprozess
Die Überprüfung der Identität und Bonität erfolgt durch einen eigens entwickelten, urheberrechtlich geschützten Anmeldeprozess, bei dem bei der Anmeldung 10 Cent vom Girokonto des Kunden abgebucht werden, die anschließend wieder gutgeschrieben werden. Der Kunde muss dann den in der Buchungszeile der Rücküberweisung angegebenen Code per Internet oder Hotline bekannt geben. Der Vertrag wird im Anschluss daran freigeschaltet. Auf diese Weise kann in einem Vorgang die Bonität und die Identität des Kunden überprüft werden.

## Produkte und Services
Ab April 2010 bot bob als erster Österreichischer Mobilfunkanbieter eine Micro-SIM zum Kauf an. Seit 2020 bietet bob zusätzlich zur physischen Triple-SIM, auch die eSIM an.
Im Jahr 2017 führte bob den Service „Zahlen per Handyrechnung“ ein. Via „mein bob“ steht den Endkunden eine umfangreiche Selbstadministration für alle Zahlungen an Drittanbieter zur Verfügung. Die Einsicht in jede Zahlung und jedes Abo sowie die Sperre/Entsperrung von Zahlungen an Drittanbietern ist ab sofort ganz einfach möglich. Für diese Dienste können auch schnell und einfach Kostenlimits festgelegt werden und die Abos können einfach direkt beendet werden. Ab 2018 stehen die Funktionen auch für Ticketing und Spenden zur Verfügung. Das bedeutet, dass Anbieter vor allem im Ticketing-Bereich (Handyparken, Kinokarten, Fahrscheine) neue Geschäftsfelder entwickeln und somit auch neue Umsatzmöglichkeiten generieren können.
Obwohl bob eine Marke der A1 Telekom Austria ist, verwendet es ein zu internationalen Mobile-Payment-Agenturen inkompatibles Protokoll. Demzufolge kann man mit bob, im Gegensatz zu Produkten wie beispielsweise B.Free, keine internationalen Dienste, wie etwa der BOKU Inc., zum Bezahlen verwenden.

## Rechtsstreit: Bob vs. bob
Im September 2006 klagte der Club Bellevue, der Herausgeber des österreichischen Kulturmagazins Bob, die Mobilkom Austria AG wegen unlauteren Wettbewerbes und Kennzeichenverstoß. Das Magazin erschien bereits seit März 2005 unter demselben Namen wie die Mobilfunkmarke (ab Juli 2006), bzw. mit einem ähnlichen Logo. Etwa ein Jahr später, im Juli 2007 einigte man sich schließlich am Handelsgericht Wien auf einen Vergleich.

## Auszeichnungen
- Nominierung Staatspreis Werbung 2006[14]
- Nominierung Staatspreis Marketing 2006[15]
- Effie 2006[16]
- Effie 2009[17]